# Nugerol
Nugerol est un ancien village qui était situé dans l'actuel canton de Neuchâtel, en Suisse.

## Étymologie
Le nom Nugerol vient du latin nucariolus signifiant "bosquet de noyers, noyeraie".

## Géographie
Le village Nugerol était situé dans l'actuel canton de Neuchâtel, entre Cressier, Gléresse, le lac de Bienne et la Thièle,. Jusqu'à la fin du XIIIe siècle, le lac de Bienne est d'ailleurs appelé lac de Nugerol.

## Histoire
Le site de Nugerol a été occupé entre le Ie et le IVe siècle par une villa romaine. 
Nugerol est, au IXe siècle, une villa, c'est-à-dire un territoire comprenant la demeure d'un propriétaire terrien et ses territoires exploités par des serfs ou des colons disposant chacun d'une tenure. Son nom, alors orthographié Nogerolis, apparait dans un document de 866. Entre le XIe siècle et le XIVe siècle, Nugerol est ensuite qualifié de pagus et de vallis, deux termes désignant une vicairie. Le pagus de Nugerol est situé entre la paroisse de Sainte-Ursanne, dont dépend La Neuveville et qui appartient aux princes-évêques de Bâle, et celle de Saint-Martin, appartenant aux seigneurs de Neuchâtel. Un tour est construite au XIIe siècle et Nugerol reçoit en 1260 des franchises de Rodolphe III de Neuchâtel. Ces franchises sont renouvelées en 1309. Sept ans plus tard, Léopold d'Autriche y interdit toutefois toute nouvelle construction, provoquant l'abandon de Nugerol et la fondation du Landeron par Rodolphe IV de Neuchâtel.